# Encounter (Schiff)
HMS Encounter (H10) war ein Zerstörer der E-Klasse der britischen Royal Navy. Im Zweiten Weltkrieg wurde das Schiff mit den Battle Honours „Atlantic 1939“, „Norway 1940“, „Spartivento 1940“, „Lybia 1941“, „Malta Convoys 1941“ und „Mediterranean 1941“ ausgezeichnet.
Am 1. März 1942 wurde der Zerstörer durch die japanischen Schweren Kreuzer Ashigara und Myōkō nördlich von Bawean versenkt.

## Geschichte des Schiffes
Am 1. November 1932 wurden die acht Zerstörer und der Flottillenführer der E-Klasse bestellt. Den Auftrag für die Encounter und ihr Schwesterschiff Electra ging an die Werft Hawthorn Leslie & Co. in Hebburn bei Newcastle upon Tyne, die schon vier Zerstörer der A-Klasse sowie der B-Klasse fertiggestellt hatte. Die Kiellegung der beiden Neubauten mit den Baunummern 587 (Electra)/588 erfolgte am 15. März 1933. Die Encounter lief am 29. März 1934 sechs Wochen nach der Electra als fünftes Schiff seiner Klasse vom Stapel. Sie war seit 1805 das fünfte Schiff der Royal Navy, das den Namen Encounter führte. Letzter Namensträger war ein Kreuzer der Challenger-Klasse gewesen, der von 1902 bis 1923 diesen Namen führte und seit 1912 in australischen Diensten war. Am 2. November 1934 kam die neue Encounter in den Dienst der Royal Navy, die alle neun Einheiten der Klasse zwischen dem 30. August und dem 29. November 1934 übernahm.

### Einsatzgeschichte
Zusammen mit ihren Schwesterschiffen bildete die Encounter die der Home Fleet zugeordnete 5. Zerstörerflottille. In dieser bislang von der Wallace geführten Flottille ersetzte die neue Klasse ab Herbst 1934 Zerstörer der V- und W-Klasse. Encounter gehörte zu den Einheiten der Flottille, die sich an der Fahrt und den Übungen der Home Fleet in der Karibik von Januar bis März 1935 beteiligten. Am 18. Juni 1935 kollidierte der Zerstörer mit seinem Schwesterschiff Escapade, das nur geringe Schäden erlitt, vor Portland und wurde dann sofort im Devonport Dockyard bis zum 8. Juli repariert. Im September 1935 verlegte die „5th Destroyer Flotilla“ wegen der Abessinienkrise in das östliche Mittelmeer und kehrte im April 1936 in die Heimat zurück. Während dieses Einsatzes kollidierte die Encounter 19. November 1935 während einer Nachtübung vor Alexandria erneut mit einem Schwesterschiff, der Echo, und musste erneut vom 29. November 1935 bis zum 8. Februar 1936 in Malta repariert werden. Im März 1936 kehrte der Zerstörer mit den Schiffen der Flottille wieder in die Heimat zurück. Von Januar bis März 1937 wurde die Encounter dann in der Biscaya eingesetzt, um während des andauernden Spanischen Bürgerkriegs die Beschlüsse des Komitees für Nichteinmischung in die Angelegenheiten Spaniens durchzusetzen. Am 26. September 1938 wurde in der Nordsee der Bug des Zerstörers bei einer erneuten Kollision erheblich beschädigt. Die notwendige Reparatur erfolgte diesmal auf der Bauwerft am Tyne bis Ende Oktober. Im ersten Quartal des Jahres 1939 wurde der Zerstörer dann erneut zu Neutralitätspatrouillen mit Basis in Gibraltar von der Mediterranean Fleet eingesetzt.
Das Schiff begann eine Überholung am 15. Juli 1939, die wegen der steigenden politischen Spannungen in Europa abgebrochen wurde. Mit einer weitgehend aus Reservisten bestehenden Besatzung wurde der Zerstörer wieder aktiviert, um beim im September folgenden Kriegsausbruch zur neu aufgestellten „12th Destroyer Flotilla“ zu stoßen, da in der 5th Flotilla neu zulaufende Zerstörer der K-Klasse die älteren Einheiten der E-Klasse ersetzten.

### Erste Kriegseinsätze
HMS Encounter wurde zuerst mit anderen Einheiten der Klasse im Bereich der südwestlichen Zufahrtswege zu den britischen Inseln zur Sicherung der Handelsschiffe und zur Jagd nach deutschen Unterseebooten eingesetzt. Das Schiff war zeitweise in Milford Haven stationiert und verblieb bis zum Jahresende beim Western Approaches Command, um dann zur Home Fleet nach Scapa Flow zu verlegen. Dort wurde der Zerstörer zur Sicherung des Handelsverkehrs mit Norwegen eingesetzt und ab April 1940 zur Sicherung von schweren Einheiten der Home Fleet bei dem Versuch der Abwehr der deutschen Invasion Norwegens (Unternehmen Weserübung).

### Einsatz bei der Force H

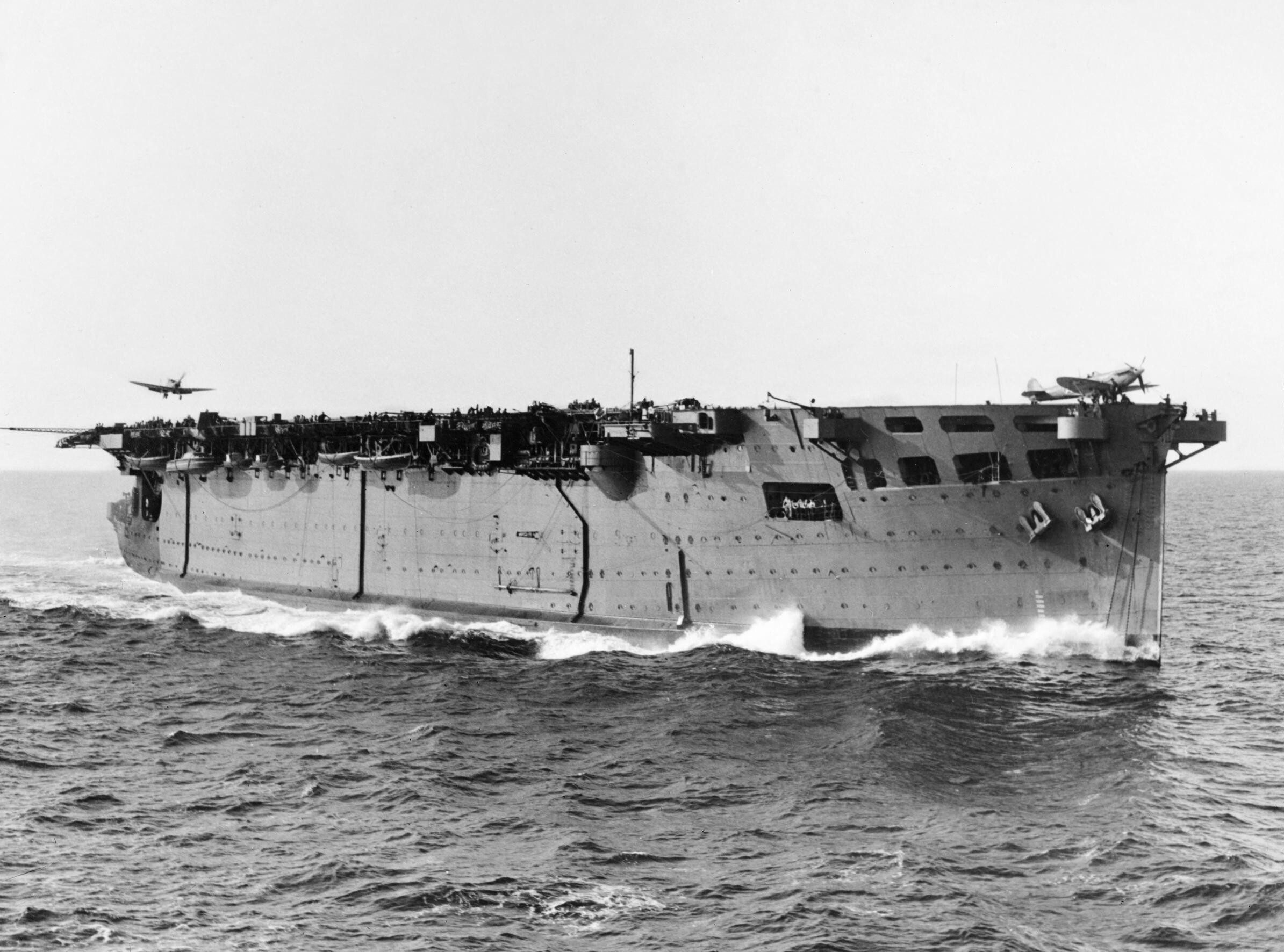
Der alte Träger Argus

Nach Abschluss dieser Operation wurde das Schiff dann nach Gibraltar zur Force H verlegt. Mehr als ein Jahr lang war es schwerpunktmäßig im Mittelmeer eingesetzt, von gelegentlichen Geleitaufgaben auf der Gibraltar-Großbritannien-Route abgesehen. So sicherte es Anfang August 1940 mit den Zerstörer Gallant, Greyhound und Hotspur den alten Flugzeugträger Argus, von dem südwestlich von Sardinien zwölf Hurricane-Jäger zur Verstärkung nach Malta starteten. Am 6. November war die Encounter erneut an einer Kollision beteiligt, als sie bei der Sicherung der Force H das britische Unterseeboot Utmost westlich von Gibraltar irrtümlich rammte. Der Zerstörer Forester sicherte die beiden Havaristen auf dem Marsch zur Reparatur nach Gibraltar.
Wieder instand gesetzt gehörte die Encounter zum Sicherungsschirm der Force H in der Seeschlacht bei Kap Teulada (auch Kap Spartivento) südlich von Sardinien am 27. November 1940 mit Faulknor, Firedrake, Forester, Fury, Duncan, Wishart, Kelvin und Jaguar.
Anfang Februar 1941 nahm der Zerstörer in der Force H an der Beschießung Genuas durch deren schweren Einheiten und einem Angriff mit Trägerflugzeugen der Ark Royal auf La Spezia und Livorno teil (Operation Grog).
Anschließend verlegte der Zerstörer mit der Isis um Südafrika herum nach Aden und sicherte auf dem Weg zeitweise Truppentransporte. Nach kurzem Einsatz dort, verlegte die Encounter weiter zur Mediterranean Fleet nach Alexandria. Zeitweise im Verband dieser Flotte sicherte der Zerstörer Mitte April 1941 eine Fahrt des schnellen Versorgers Breconshire nach Malta. Dort sollte eine kurze Überholung des Zerstörers erfolgen, die durch Bombentreffer in der dortigen Werft am 30. April und 16. Mai 1941 erheblich verzögert wurde. Erst Ende Juli war das Schiff soweit einsatzbereit, um zur Fertigstellung nach Gibraltar zu verlegen. Sie verließ Malta mit einem Geleitzug von sechs leeren Handelsschiffen, von denen nach heftigen Luftangriffen fünf mit dem Zerstörer Gibraltar erreichten. Der Zerstörer blieb für die Force H im Einsatz. Bis August erfolgten weitere Einsätze bei der Force H meist zur Unterstützung Maltas.
Im September 1941 sicherte die Encounter nach Großbritannien gehende Geleitzüge und verteidigte sie gegen angreifende italienische U-Boote. Der Zerstörer verlegte dann in das östliche Mittelmeer und wurde zur Sicherung von Transporten nach Tobruk eingesetzt.
In der Nacht zum 26. Oktober begleitete sie mit Hero und Hotspur den als schnellen Transporter eingesetzten Minenleger Latona, der vor Bardia durch Ju 87-Stukas des I./StG.1 schwer getroffen wurde und sank. Hero und Encounter konnten noch längsseits des Minenlegers gehen und ein Großteil der Besatzung und der eingeschifften Truppen übernehmen. Die durch einen Nahtreffer beschädigte Hero, Encounter und Hotspur konnten trotz der Luftangriffe entkommen.

### Einsatz im Fernen Osten
Angesichts der drohenden Kriegsgefahr im Fernen Osten wurde die Encounter im Oktober zusammen mit weiteren Schiffen, darunter dem Schlachtkreuzer Repulse, nach Singapur verlegt, wo die Schiffe Anfang Dezember ankamen. Die Encounter kam endlich in die Werft, um längst notwendige Restarbeiten durchzuführen und inzwischen eingetretene Schäden zu beseitigen und stand beim Vorstoß der schweren britischen Einheiten gegen die auf Malaya landenden Japaner nicht zur Verfügung.
Nach der Versenkung des Schlachtschiffs Prince of Wales und des Schlachtkreuzers Repulse (Force Z) durch japanische Flugzeuge am 10. Dezember 1941 vor Malaya wurde der Zerstörer zunächst im Konvoi-Geleitdienst um Singapur und die Inseln Indonesien eingesetzt, dann jedoch dem ABDACOM zugeordnet.
In der Schlacht in der Javasee am 27./28. Februar 1942 war das Schiff Teil des alliierten Verbandes, der eine Landung auf Java verhindern sollte. In den Gefechten an diesem Tag blieb es unbeschädigt. Als Encounter am Folgetag zusammen mit einem amerikanischen Zerstörer den Rückzug des beschädigten Schweren Kreuzer Exeter decken sollte, wurde sie in der Zweiten Schlacht in der Javasee nördlich von Bawean von den Geschützen der japanischen Schweren Kreuzer Ashigara und Myōkō so schwer getroffen, dass das Schiff von seiner Besatzung selbstversenkt werden musste.

## Wrack
Das Wrack der Encounter lag Jahrzehnte in der Javasee, mittlerweile ist das Wrack aber verschwunden. Möglicherweise wurde es illegal von Plünderern abgetragen.